# Lamborghini 350 GTV

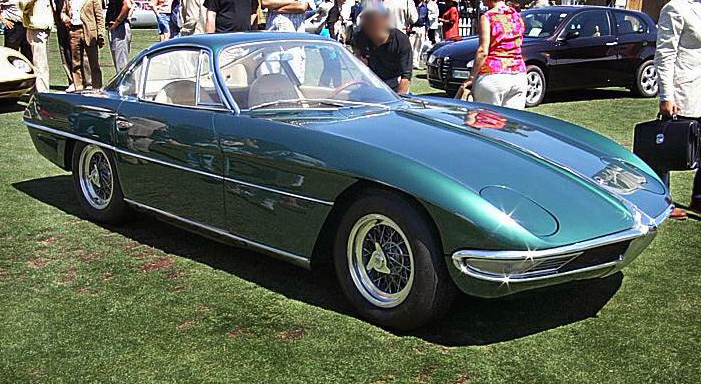
Lamborghini 350 GTV

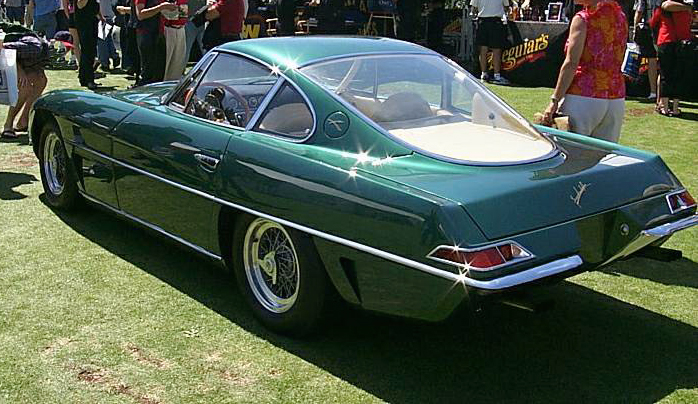
Lamborghini 350 GTV achterkant

De Lamborghini 350 GTV is een tweedeurs coupé uit 1963 van de Italiaanse autobouwer 
Lamborghini, ontworpen door Franco Scaglione. Het was een prototype en de voorloper van de 350 GT.

## Motor
Dit in 1963 gebouwde prototype had een V12 motor van 3,5 liter met een vermogen van 360 pk.  In de latere productiewagens werd dit vermogen verlaagd naar 270 pk.

## Technische gegevens
Motor: 3.5 Liter V12

Vermogen: 360 pk bij 8000 omwentelingen

Topsnelheid: 280 km/u

Acceleratie: onbekend

Afmetingen: (l×b×h) 450 × 173 × 122 cm

Gewicht: 1050 kg

## Autoshow Turijn 1963
De Lamborghini 350 GTV werd gepresenteerd op de  autoshow van Turijn in 1963. De supersportwagen was helder blauw metallic gespoten en voorzien van een donkerblauwe bekleding.

## Restauratie
20 jaar later werd de auto gerestaureerd. Hij kreeg een groen-metallic kleur en een lichtbeige leren interieur.  De auto staat nu in het  Lamborghini-museum van Sant'Agata Bolognese in Italië.
Huidige modellen:
Huracán ·
Aventador ·
Urus
Uitvoeringen Lamborghini Gallardo:
Coupé ·
SE ·
Spyder ·
Superleggera ·
LP560-4 ·
LP560-4 Spyder ·
LP550-2 Valentino Balboni ·
LP570-4 Superleggera
Uitvoeringen Lamborghini Murciélago:
Coupé ·
Roadster ·
40th Anniversary ·
LP640 ·
LP640 Roadster ·
LP650-4 Roadster ·
LP670-4 SV ·
Reventón ·
Reventón Roadster
Oudere modellen:
350 GT · 
400 GT · 
Miura · 
Espada · 
Flying Star II · 
Islero · 
Jarama · 
Urraco · 
Countach · 
Silhouette · 
Jalpa · 
LM002 · 
Diablo · 
Murciélago ·
Gallardo
Concepten:
Alar ·
Asterion ·
Athon ·
Estoque ·
Sesto Elemento ·
Portofino